# 1931 en dadaïsme et surréalisme
Pour l'année, voir 1931.
 Chronologie de dada et du surréalisme 
- 1927
- 1928
- 1929
- 1930
- 1931
- 1932
- 1933
- 1934
- 1935

Cet article présente les faits marquants de l'année 1931 en dadaïsme et surréalisme.

## Éphémérides

### Janvier
- Rupture définitive entre André Breton et Suzanne Muzard[1].

### Mars
- Parution du roman Le Moine de Lewis dont la traduction par Léon de Wailly est adaptée par Antonin Artaud[2].

### Avril
- 30 avril
Tract collectif des surréalistes, Ne visitez pas l'Exposition coloniale[3].

### Juin
- 10 juin
André Breton, Union libre, publication anonyme sans lieu d'édition[4]

### Juillet
- 11 juillet
Antonin Artaud assiste à un spectacle du Théâtre Balinais présenté dans le cadre de l'Exposition coloniale. Il écrit à Louis Jouvet : « [...] de la quasi inutilité de la parole qui n'est plus le véhicule mais le point de suture de la pensée […] de la nécessité pour le théâtre de chercher à représenter quelques-uns des côtés étranges des constructions de l'inconscient […] tout cela est comblé, satisfait, représenté, et au-delà par les surprenantes réalisations du Théâtre Balinais qui est un beau camouflet au Théâtre tel que nous le concevons. »[5]

- Début de la liaison André Breton / Valentine Hugo. En séjour dans le sud de la France, ils visitent le Palais idéal du facteur Cheval à Hauterives (Drôme)[4].

### Septembre
- 18 septembre
À Barcelone, conférence de René Crevel et Salvador Dalí : l'intervention de Crevel sera résumée dans le numéro 3 de la revue Le Surréalisme au service de la révolution[6].

### Décembre
- Benjamin Péret traduit en portugais Littérature et révolution de Léon Trotsky. Il est aussitôt expulsé du Brésil avec sa femme et son fils[7].

- René Crevel, Dalí ou l'antiobscurantisme[8]

### Cette année-là
- Jean Arp présente ses premiers « papiers déchirés » à la galeriste Jeanne Bucher[9].

- En Yougoslavie, parution de la revue Nadrealizam danas i ovde (Le Surréalisme aujourd'hui et ici)[10].

### Œuvres
- Maxime Alexandre
  - Le Corsage
  - Mes Respects, poèmes[11]
- Jean Arp
  - Configuration
- Victor Brauner

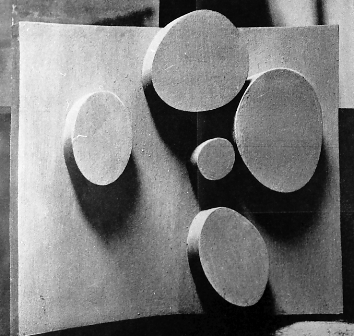
Jean Arp, Configuration

  - Autoportrait à l'œil énucléé, huile sur toile[12]
- André Breton
  - Objet à fonctionnement symbolique, objet : sur une selle de bicyclette est placé un réceptacle en terre cuite rempli de tabac, à la surface duquel reposent deux dragées roses[13]
  - Union libre, poème, achevé d'imprimé le 10 juin[14] : « Ma femme à la chevelure de feu de bois / Aux pensées d'éclairs de chaleur / À la taille de sablier / Ma femme à la taille de loutre entre les dents du tigre / Ma femme à la bouche de cocarde et de bouquet d'étoiles de dernière grandeur »
- José Corti
  - Lisez - Ne lisez pas, sous la forme d'un catalogue d'éditeur, José Corti donne une liste d'ouvrages à lire et à ne pas lire.
- René Crevel
  - Dalí ou l'antiobscurantisme[15]
- Salvador Dalí
  - L'Amour et la mémoire, poèmes[16]
  - Feu d'artifice, huile sur étain bosselé[17]
  - Hallucination partielle. Six images de Lénine sur un piano, huile et vernis sur toile[18]
  - La Persistance de la mémoire, huile sur toile[19]
  - Le Rêve, huile sur toile[20]
  - Le Soulier de Gala (Objet surréaliste à fonctionnement symbolique), assemblage : chaussure en cuir, bois, fil, papier et objets divers[21]
  - La Vieillesse de Guillaume Tell, huile sur toile[22]
- Max Ernst
  - Figure humaine[23]
  - La Fleur d'oranger, huile sur toile[24]
  - Loplop présente les membres du groupe surréaliste, huile sur toile et photo-collage[25]
- Alberto Giacometti
  - La Boule suspendue ou L'Heure des traces, objet : bois, fer, corde[26]
  - La Cage, sculpture en bois[27]
  - Objet désagréable, bronze patiné[28]
  - Vide-poches, plâtre peint[29]
- Valentine Hugo
  - Objet à fonctionnement symbolique, assemblage : gant rouge à poignet d'hermine et gant blanc sur tapis vert de roulette, dé et fil blanc[30]
- Eli Lotar
  - Grèce, premier voyage, photographie[31]
- René Magritte
  - Les Menottes de cuivre, plâtre reproduisant la Vénus de Milo, partiellement repeint[32]
- Joan Miró
  - Personnage au parapluie, objet : porte-manteau en bois affublé d'un phallus et d'un parapluie[33]
- Pablo Picasso
  - Femme lançant une pierre, huile sur toile[34]
  - Tête de femme, sculpture[35]
- Man Ray
  - Primat de la matière sur la pensée, photographie solarisée[36]
- Jindrich Styrsky
  - Sexuali nocturno (Nocturne sexuel), collage[37]
- Yves Tanguy
  - L'Armoire de Protée, huile sur toile[38]
- Tristan Tzara
  - Essai sur la situation de la poésie[39]
  - L'Homme approximatif : « nous avons déplacé les notions et confondu leurs vêtements avec leurs noms / aveugles sont les mots qui ne savent retrouver que leur place dès leur naissance / homme approximatif te mouvant dans les à-peu-près du destin / avec un cœur comme valise et une valse en guise de tête / je pense à la chaleur que tisse la parole / autour de son noyau le rêve qu'on appelle nous. »[40]